# Paradox (base de données)
Pour les articles homonymes, voir Paradox.
Paradox est un système de gestion de base de données relationnelles (SGBDR) édité par Corel. Depuis la version 8, Paradox fait partie de la suite bureautique Wordperfect Office Pro. Paradox est donc un SGBD relationnel présentant une approche bureautique et n'est pas conçu pour supporter de très grandes bases de données opérationnelles sur de vastes réseaux, ces utilisations étant confiées aux serveurs SQL distants, auxquels Paradox offre l'accès au-travers des diverses interfaces supportées par le BDE (en).
Paradox est un logiciel utilisant des fichiers dans deux formats ISAM : le format dBase (.dbf) et le format Paradox (.db). Il est compatible avec les requêtes SQL (sous certaines restrictions) et dispose d'une interface graphique pour saisir les requêtes (QBE - Query By Example). Notons qu'à l'origine Paradox utilisait uniquement le langage QBE inventé par Moshe Zloof pour manipuler les données. Il permet aussi de configurer, avec des assistants ou librement, des formulaires de saisie incorporant des tables filles sans nécessiter de sous-formulaires, des états imprimables (avec regroupements de données selon divers critères et des totalisations, sous-totalisations, conditionnelles ou non), des pages html liées aux données d'une base, des macros et des modules ObjectPAL, et d'incorporer des fiches créées sous Delphi.
Une extension tierce permet d'utiliser les fiches Paradox directement comme applications Web.
Comme beaucoup de Systèmes de gestion de base de données relationnelles, ses données peuvent être utilisées dans des programmes écrits dans divers langages.
Les langages couramment utilisés avec Paradox sont son langage natif ObjectPAL (en) et les langages qui disposent de modules d'accès aux données pour les fichiers db : Delphi de Borland, Visual Basic, C++ sous Visual Studio de Microsoft par exemple, ou plus généralement tout langage sous Microsoft Windows pouvant utiliser l'accès ODBC. ObjectPAL, permet de créer des applications de gestion complètes, et dont le code source est protégé dans une version delivered des fichiers (fdl, sdl, ldl...). Il est en effet possible d'installer les fichiers contenant les tables de données, sur un serveur et d'accéder aux données depuis les applications sur les postes clients, le BDE (en) gérant le partage et la synchronisation entre postes.
Au-delà de quelques dizaines de postes, Paradox peut servir de client pour un serveur de bases de données (comme Interbase, Oracle, MySQL...) via ODBC ou OLEDB, on parle alors d'utilisation frontale. 
Les données de Paradox, lorsqu'elles sont au format DBF, sont facilement exploitables dans les publipostages d'OpenOffice.org ou Word et les tableaux OpenOffice ou Excel. Réciproquement les feuilles de données d'Excel peuvent être accédées, comme des tables en lecture seule de la base de données, au moyen du pilote ODBC pour Excel.

## Les différentes versions
Paradox fut créé en 1985 par Ansa-Software sous MS-DOS (Paradox for DOS 1.1, 2.0), racheté en 1987 par Borland. Borland l'a fait évoluer sous DOS (Paradox for DOS 3.0, 3.5, 4.0), jusqu'à la version 4.5, puis a créé les versions pour Microsoft Windows : 1.0, 4.5, 4.5 pour Workgroups, 5.0, 7.0 for Windows 3.1 parfois aussi appelé 6.0 et 7.0 for Windows 95 et NT (32 bits) avant de céder la licence de développement et d'exploitation à Corel, qui a publié les versions 8, 9, 10 et 11. Dans les suites de la série X (X3 à X7) de WordPerfect Office, on nomme Paradox sous le format Paradox X5, X6 ou X7.
Une version Paradox 2.0 pour OS/2 a également vu le jour. 
Une version Paradox 9 pour Linux existe, elle est comprise dans Wordperfect Office 2000 qui reprend entre autres Wordperfect 9, Quattro Pro 9, Corel Presentation 9, Corel Central 9, Paradox 9  et Corel Linux OS.